# Maison des Arts du Plessis-Robinson

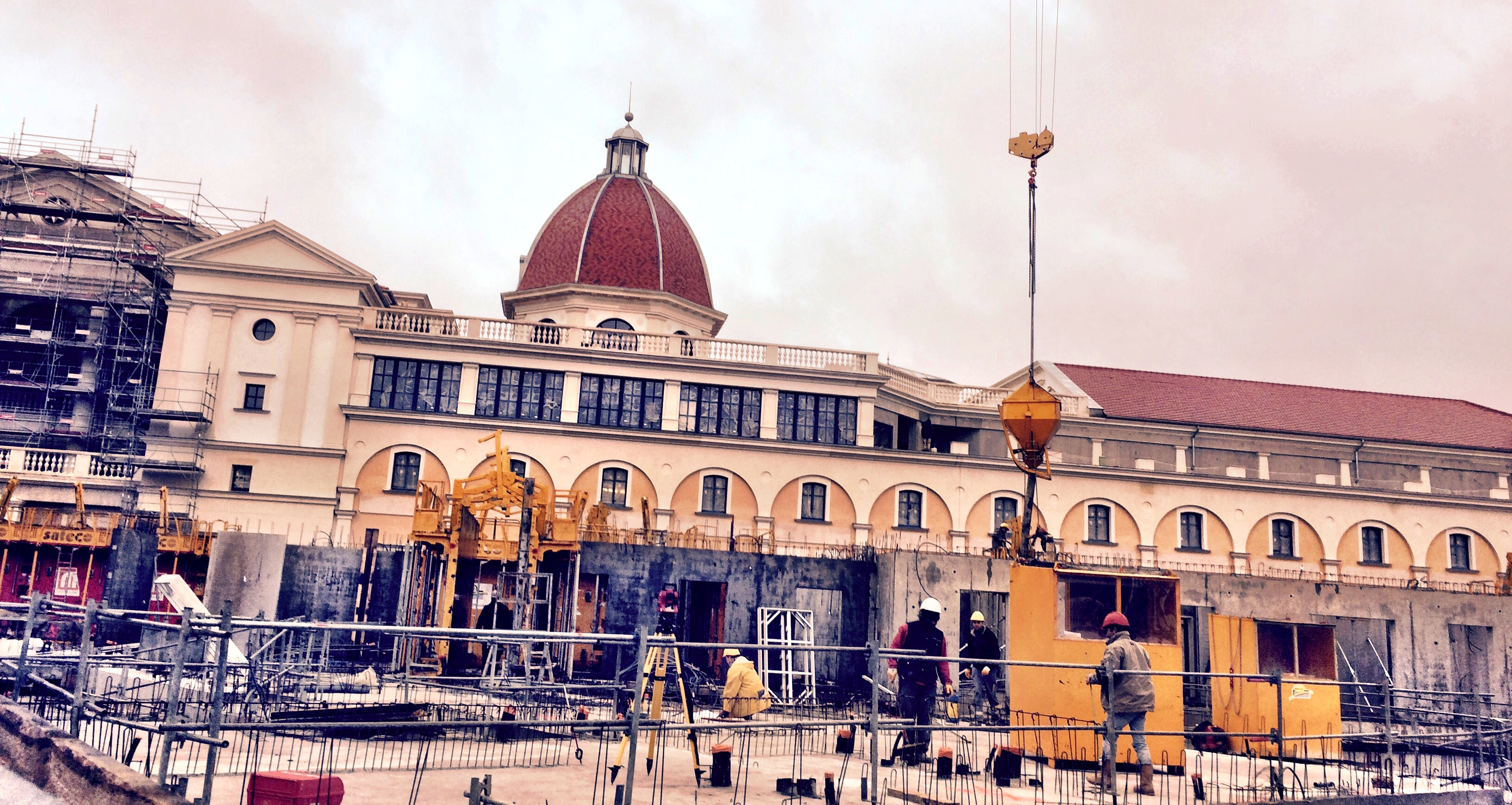
Vue du pôle culturel du Plessis-Robinson, avec au premier plan la construction de l'immeuble d'habitation "Le Palladio".

Le pôle culturel du Plessis-Robinson finalement nommé maison des Arts du Plessis-Robinson est un grand pôle culturel d'inspiration palladienne, situé dans le prolongement du marché. Il a été inauguré le 11 juin 2016.

## Situation
Le pôle culturel se situe dans la ville du Plessis-Robinson, avenue de la Libération, dans le prolongement de la halle du marché, entre le marché et le parc des sports et un hôtel de style néoclassique.

## Fonction

### Ambition d'origine

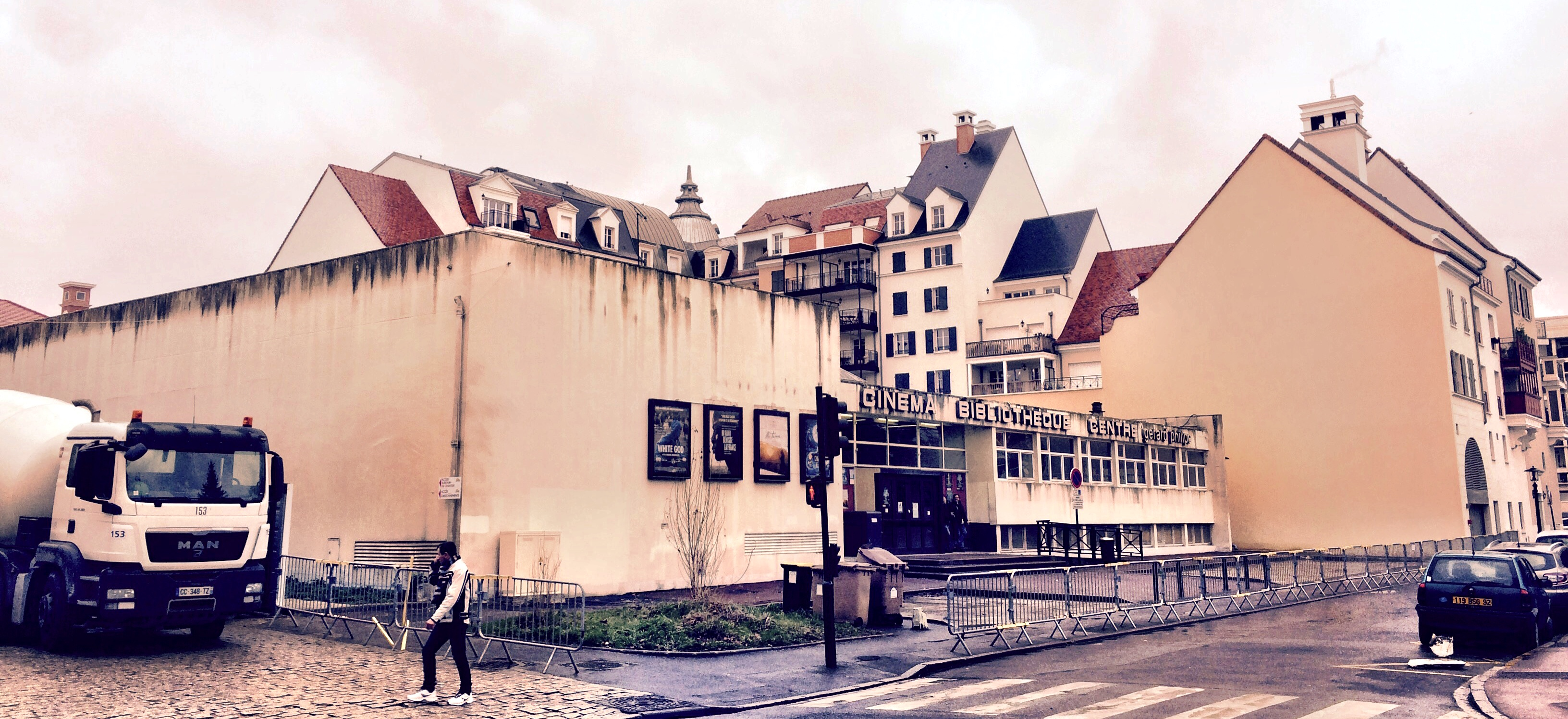
Vue du cinéma Gérard Philippe, avant sa destruction.

La mairie a l'ambition avec ce pôle de réaliser « un équipement culturel polyvalent et accueillant ». Ce pôle culturel poursuit plusieurs objectifs, notamment : 
- remplacer, entre autres, le cinéma Gérard Philippe, qui a été détruit. Il datait de 1980 et avait très mal vieilli.
- créer de nouveaux équipements culturels qui manquent au Plessis-Robinson.

Philippe Pemezec, le maire du Plessis-Robinson, explique lors de sa présentation du projet, qu’il a l’ambition de répondre au « souhait de profiter tranquillement d’une ville encore plus sûre, l’envie de sortir le soir au Plessis-Robinson, d’aller au spectacle ou au cinéma avant de boire un dernier verre, la nécessité d’avoir une médiathèque à la hauteur de ce qu’est devenu Le Plessis-Robinson. »

### Équipement

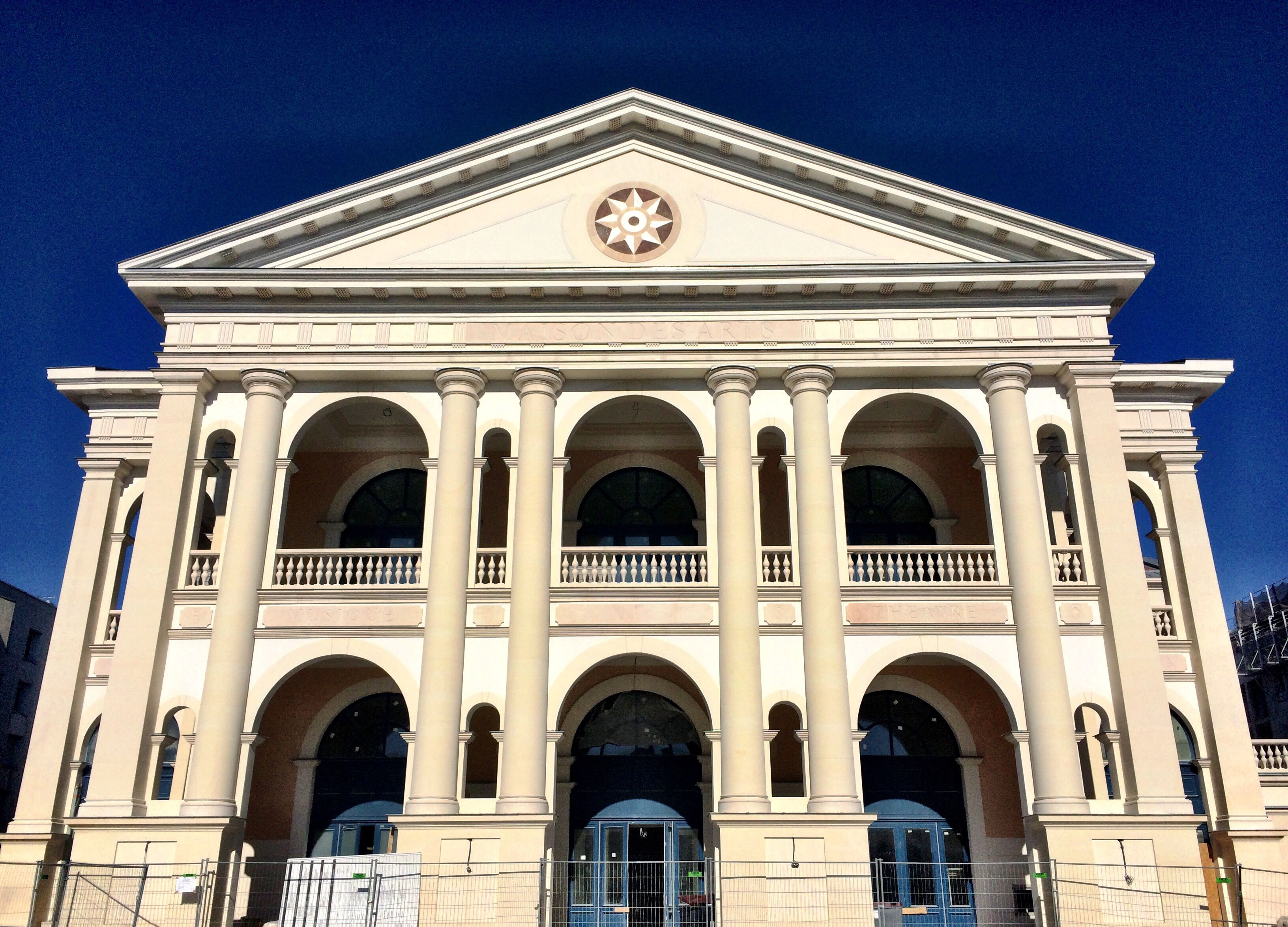
Façade vue de face.

Il s’agit donc d’un pôle regroupant les différents équipements culturels en un même lieu, tout en construisant de nouveaux équipements culturels pour la ville : 
- une nouvelle médiathèque,
- un nouveau cinéma avec deux salles,
- une salle d’exposition,
- une salle de spectacle de 400 places.

### Origine du nom
Le pôle culturel doit son nom au souhait de regrouper un ensemble d'équipements au même endroit. C'est pourquoi, la mairie a nommé ce projet le « pôle culturel. » Le terme de « maison des arts » est finalement le terme définitivement retenu,.

## Architecture

### Style architectural
Le style est d'inspiration palladienne, c'est-à-dire inspiré d'Andrea Palladio, considéré comme l'un des plus grands architectes italiens du XVIe siècle. 
L'architecte du pôle culturel est Jean-Christophe Paul de Ars Aedificandi Caliope, présenté dans le numéro de février 2011 du magazine municipal Le Petit Robinson :

« Issu de l’École des beaux-arts (…) Jean-Christophe Paul a intégré l’atelier Spoerry créateur de la cité lacustre de Port-Grimaud. Jean-Christophe Paul a ainsi dessiné l’opération « Port Cergy » situé en région parisienne à Cergy-Pontoise. À 27 ans, en 1990, il crée son premier atelier d’architecture (…) Aujourd’hui (…), il gère à travers ses équipes plus de quinze personnes, avec 700 logements réalisés en moyenne par an sur ces trois dernières années. À travers les réalisations les plus significatives que sont le centre ville de Roissy-en-Brie avec son marché, le centre ville de Vauréal avec sa mairie et son centre culturel et enfin le marché du Plessis-Robinson, le pôle culturel représentera par son audace l’édifice la plus remarquable de ses réalisations »

— Petit Robison, février 2011
Le maire de la ville se félicite du style classique : "tous font des équipements extrêmement contemporains, pour une fois, il y aura un équipement classique". Cette construction s'inscrit dans le projet urbanistique de la ville initié par son maire Philippe Pemezec, fait d'un "urbanisme doux" théorisé par François Spoerry et de pastiches de divers styles architecturaux historiques. On parle également de nouvel urbanisme, très en vogue aux États-Unis. Cette construction s'inscrit dans une démarche de réhabilitation de la banlieue et une volonté d'offrir à ses habitants une ville à visage humain.

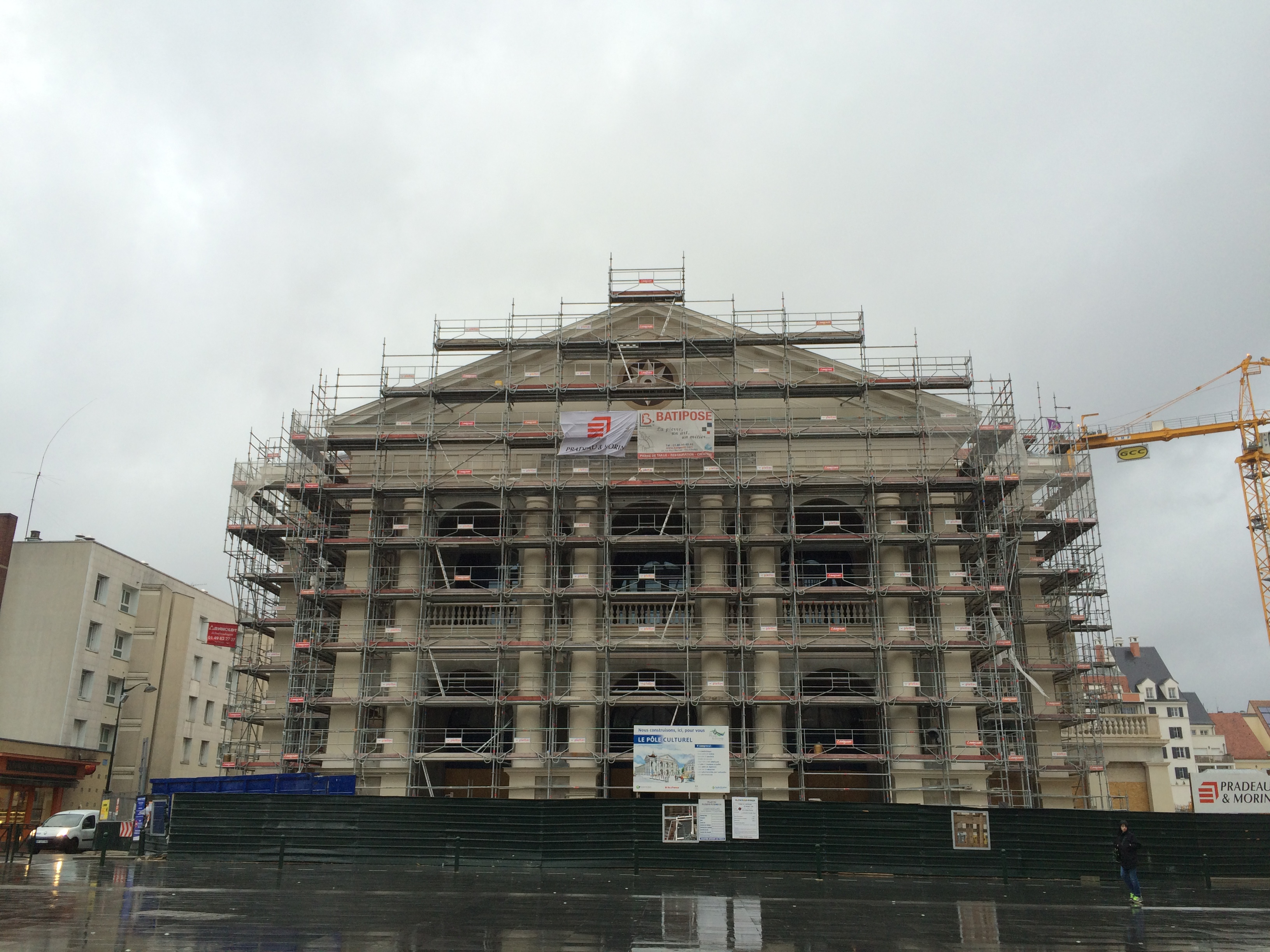
Détail de la façade avant du pôle culturel du Plessis-Robinson en construction.
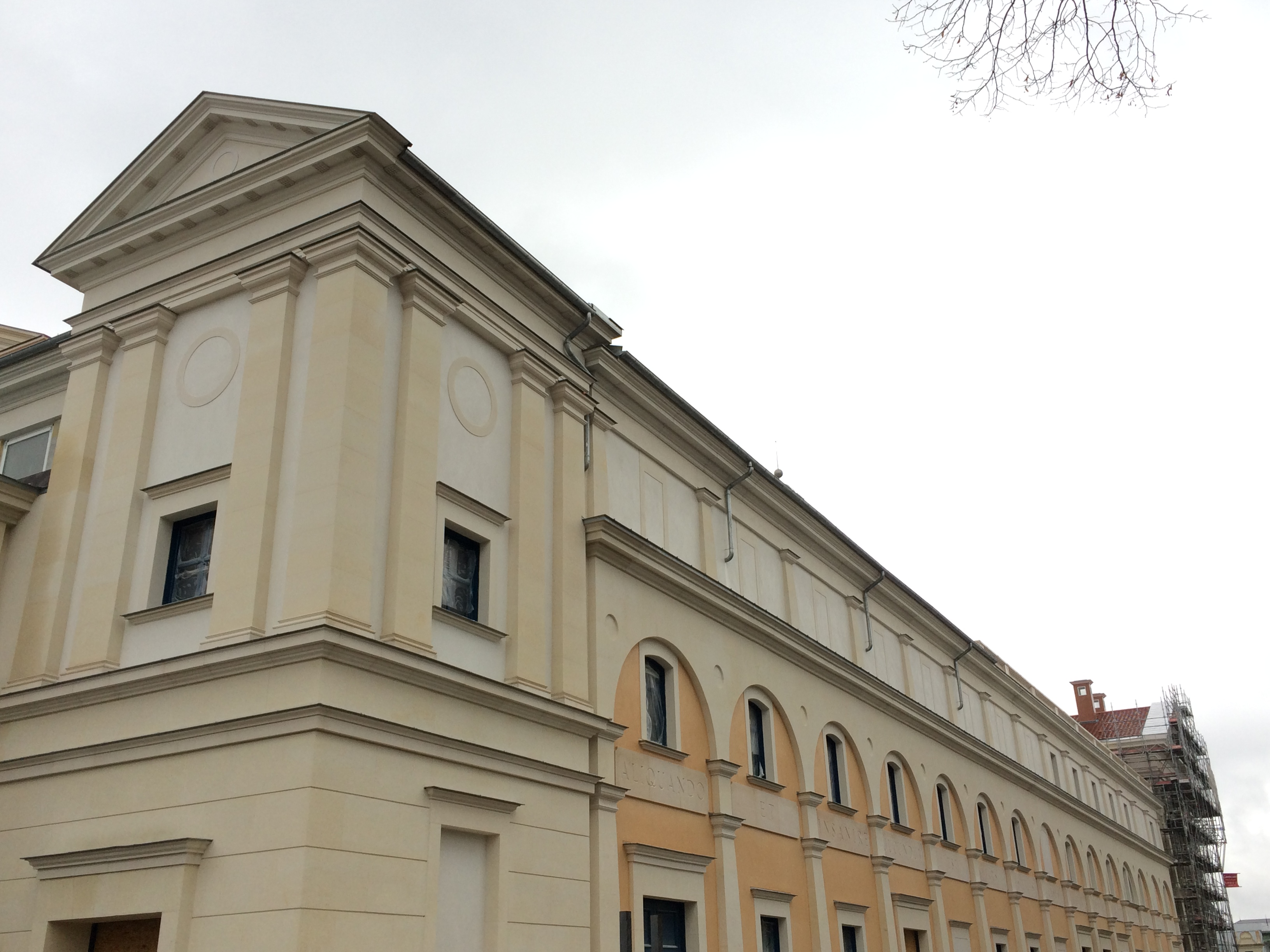
Côté du pôle culturel.
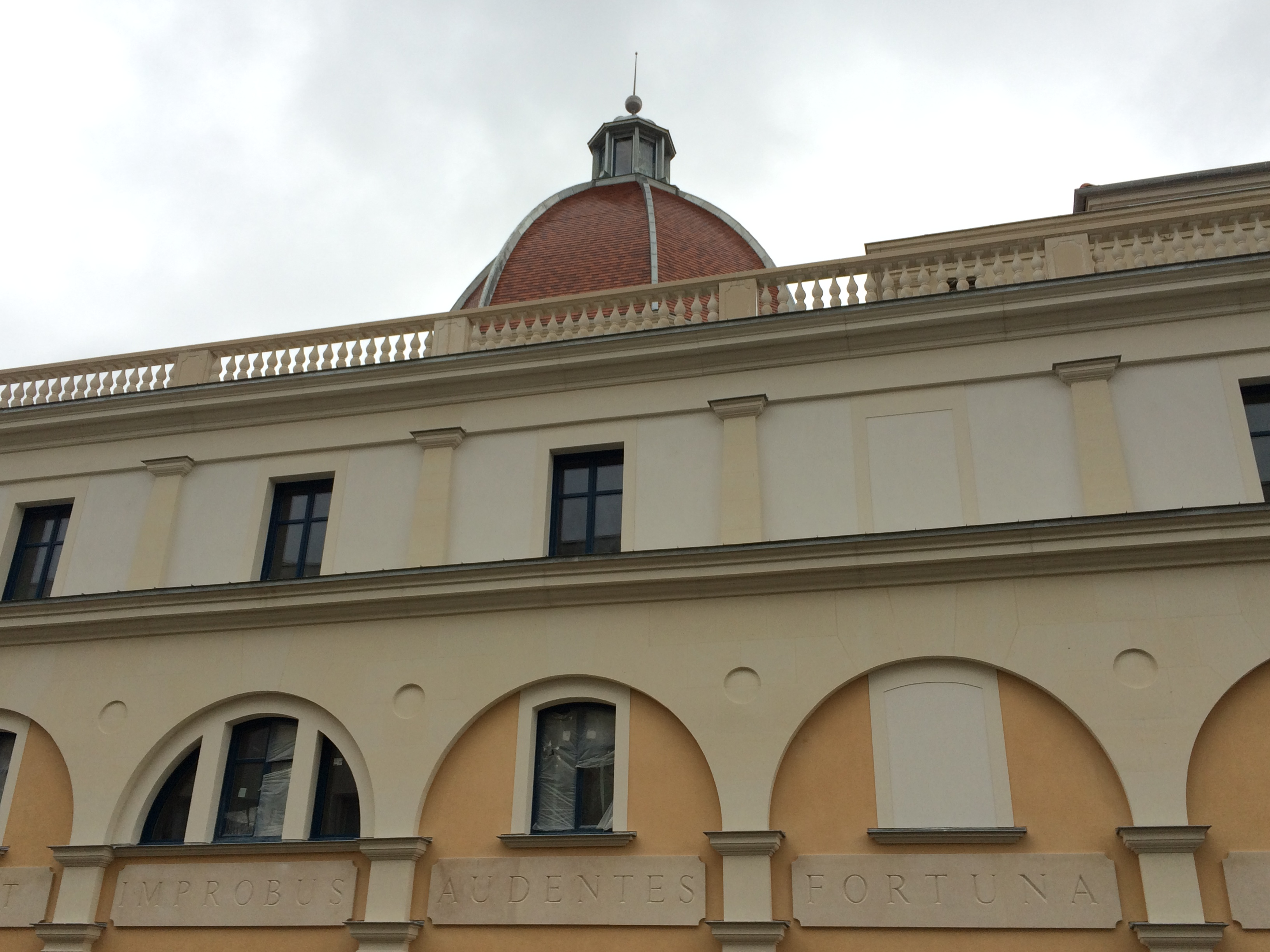
Détail d'un côté avec vue de la coupole.

### Construction et financement
Le pôle culturel fait 10 328 m2 répartis comme suit : 
- Médiathèque : 2 325 m2
- Salle de spectacle avec salle de répétition : 2 490 m2
- 2 salles de cinéma : 896 m2
- Pôle de musiques actuelles : 236 m2
- 2 salles d'arts plastiques : 216 m2
- Salle de réception : 854 m2
- Salle d'activités multi-culturelles : 606 m2
- Café restaurant : 143 m3

Le bâtiment vise le label haute qualité environnementale (HQE), avec notamment un chauffage par géothermie. Cette approche n'est d'ailleurs pas nouvelle pour la ville, dans la mesure où la géothermie chauffe déjà 3 500 HLM au Plessis-Robinson. L'eau chaude est puisée à 950 m de profondeur. 
En octobre 2013, le budget est estimé à près de 40 M€ au total, budget confirmé après la fin de sa construction. Il est financé comme suit : 
- plus de la moitié est couverte par des subventions, notamment de la communauté d'agglomération des Hauts-de-Bièvre qui est proche de 15 M€,
- 14,5 M€ sont financés par la commune du Plessis-Robinson, dont la moitié par l'emprunt.

Toutefois, de nombreuses critiques ont été émises par l'opposition municipale, EELV et le parti socialiste, trouvant notamment le budget du projet trop ambitieux.

### Inauguration et fréquentation
L'inauguration a eu lieu le 11 juin 2016 et a rassemblé près de 15 000 personnes. 
Plus d'un an après son ouverture, le quotidien Le Parisien souligne que ce projet est une réussite tant sur le plan de la fréquentation que de la satisfaction de ses habitants.